# Буковина — земля українська (1940)
«Буковина — земля українська (1940)» (рос. Буковина — земля украинская (1940)) — радянський документальний інформаційно-пропагандистський фільм, знятий 1940 року.
Фільм знято за вказівкою Сталіна, автором сценарію та режисером призначено Юлію Солнцеву, дружину Олександра Довженка, корінну москвичку, яка до того нічого не знала про життя буковинців. За короткий час перебування а цьому краю їй вдалося зняти потрібну урядові СРСР ідейну кінострічку, яку без кінця крутили в містах і селах. Картина стала фактично першою самостійною роботою Солнцевої. Знята на Київській кіностудії.
Стрічку знято в Північній Буковині одразу по її приєднанню до СРСР у червні 1940 року. Картина висвітлює «нелегке життя» буковинців очима радянських пропагандистів. Значну увагу фільм приділяє місту Чернівці.